# Wienerfilharmonikernas nyårskonsert 2013
Wienerfilharmonikernas nyårskonsert 2013 räknas som den 73:e nyårskonserten från Wien och ägde rum den 1 januari 2013 i Wiens Musikverein. Dirigent var för andra gången Franz Welser-Möst, som även dirigerade konserten 2011.

## Historia
Strikt räknat var det Wienerfilharmonikernas 69:e nyårskonsert, eftersom det inte var förrän 1946 som namnet introducerades. Dessutom var det den 74:e Årsskifteskonserten, då det vid årsskiftet 1939/40 gavs en Außerordentliches Konzert (extraordinär konsert) av Wienerfilharmonikerna, som dock ägde rum på nyårsafton 1939. Från 1941 dirigerades nyårskonserten av Clemens Krauss, med undantag för åren 1946 och 1947 då Krauss förbjöds att dirigera på grund av sin närhet till nazistregimen och ersattes av Strausspecialisten Josef Krips.
Efter Clemens Krauss död 1955 följde Willi Boskovsky, konsertmästare i Wienerfilharmonikerna, som dirigerade konserten 25 gånger i rad. Från 1980 till 1986 följde sju konserter med dirigenten Lorin Maazel, som tjänstgjorde som chef för Wiener Staatsoper från 1982 till 1984. Därefter beslutade Wienerfilharmonikerna att bjuda in en ny dirigent varje år.
Som har varit fallet varje år sedan 1980 var blomsterdekorationerna en gåva från den italienska staden San Remo.

## Konserten
I år innehöll programmet elva kompositioner som aldrig tidigare hade framförts vid nyårskonserten, inklusive verk av Richard Wagner och Giuseppe Verdi, vars 200-årsdag inföll. Dessutom, för att fira närvaron av Josef Strauss barnbarnsbarn, Hedvig Aigner (då 90 år gammal), placerades Josefs arbete i centrum för programmet. De flesta av nyårskonserterna var koncentrerade på "Valskungen" Johann Strauss den yngre, men i denna konsert återfanns totalt sju verk av Josef Strauss och endast fem verk av Johann Strauss den yngre.
Den första delen av programmet var relaterat till dirigenten Franz Welser-Möst:
- Welser-Mösts gammelmormor Aloisia Wild föddes som Dommayer från familjen som drev Casino Dommayer i Wienerstadsdelen Hietzing, föregångaren till dagens Café Dommayer. Många världspremiärer av verk av Johann Strauss den yngre, Joseph Lanner och Johann Strauss den äldre ägde rum i Dommayer.[4]
- Aloisia Dommayers mor var Katharina Scherzer, dotter till gästgivaren och föreståndaren för den då mycket välkända danssalen Zum Sperl[4] i Leopoldstadt i Wien. (Johann Strauss den äldre tillägnade restaurangen Sperls Festwalzer, Sperl-Polka och Sperl-Gallop. Joseph Lanner skrev ländlern Willkommen zum Sperl.[5])

Av denna anledning inleddes konserten med Josef Strauss polka Die Soubrette, som hade haft premiär på just "Casino Dommeier", följt av Kuß-Walzer tillägnad av Johann Strauss den yngre till sin andra fru Angelika (Welser-Mösts fru heter också Angelika), samt Aus den Bergen efter Welser-Mösts hobby bergsklättring. Slutligen framfördes ouvertyren till dirigentens favoritverk, Lätta kavalleriet.
Det roliga mellanspelet var Erinnerungen an Ernst oder: Der Carneval in Venedig, som bygger på variationer över den venetianska sången "Cara mamma mia". Ingen hörsammade Welser-Mösts uppmaning att sjunga med. Welser-Möst delade sedan ut gosedjur och andra gåvor till orkestersolisterna, vilket ytterligare förstärkte känslan av förvåning och munterhet.
Den andra delen av programmet innehåller verk av Wagner och influenser av denne, samt Verdis verk och musikstycken relaterade till Italien. Det första extranumret, Plappermäulchen (Lilla pratkvarnen), är ett verk där Josef Strauss skildrar sin dotter Caroline, och Carolines barnbarn Hedvig var som sagt närvarande i salen.

## Program

### 1:a delen
- Josef Strauss: Die Soubrette, Polka schnell, op. 109*
- Johann Strauss den yngre: Kuß-Walzer, op. 400*
- Josef Strauss: Theater‐Quadrille. op. 213*
- Johann Strauss den yngre: Aus den Bergen, Vals, op. 292*
- Franz von Suppé: Ouvertyr till operetten Lätta kavalleriet

### 2:a delen
- Josef Strauss: Sphärenklänge, Vals, op. 235
- Josef Strauss: Die Spinnerin. Polka française, op. 192*
- Richard Wagner: Förspel till 3:e akten av operan Lohengrin, WWV 75*
- Joseph Hellmesberger junior: Unter vier Augen, Polka mazur, op. 15*
- Josef Strauss: Hesperusbahnen. Vals, op. 279*
- Josef Strauss: Galoppin. Polka schnell, op. 237*
- Joseph Lanner: Steyrische Tänze, op. 165
- Johann Strauss den yngre: Melodien-Quadrille, op. 112*
- Giuseppe Verdi: Prestissimo ur balettmusiken till akt 3 av Don Carlos*
- Johann Strauss den yngre: Wo die Zitronen blühen, Vals, op. 364
- Johann Strauss den äldre: Erinnerung an Ernst oder: Der Carneval in Venedig, Fantasie, op. 126

### Extranummer
- Josef Strauss: Plappermäulchen Polka schnell, op. 245
- Johann Strauss den yngre: An der schönen blauen Donau, Vals, op. 314
- Johann Strauss den äldre: Radetzkymarsch, op. 228

Verkförteckningen och verkens ordning finns på Wienerfilharmonikernas webbplats.
 Verk markerade med * spelades för första gången vid en nyårskonsert.

## Balettinslag

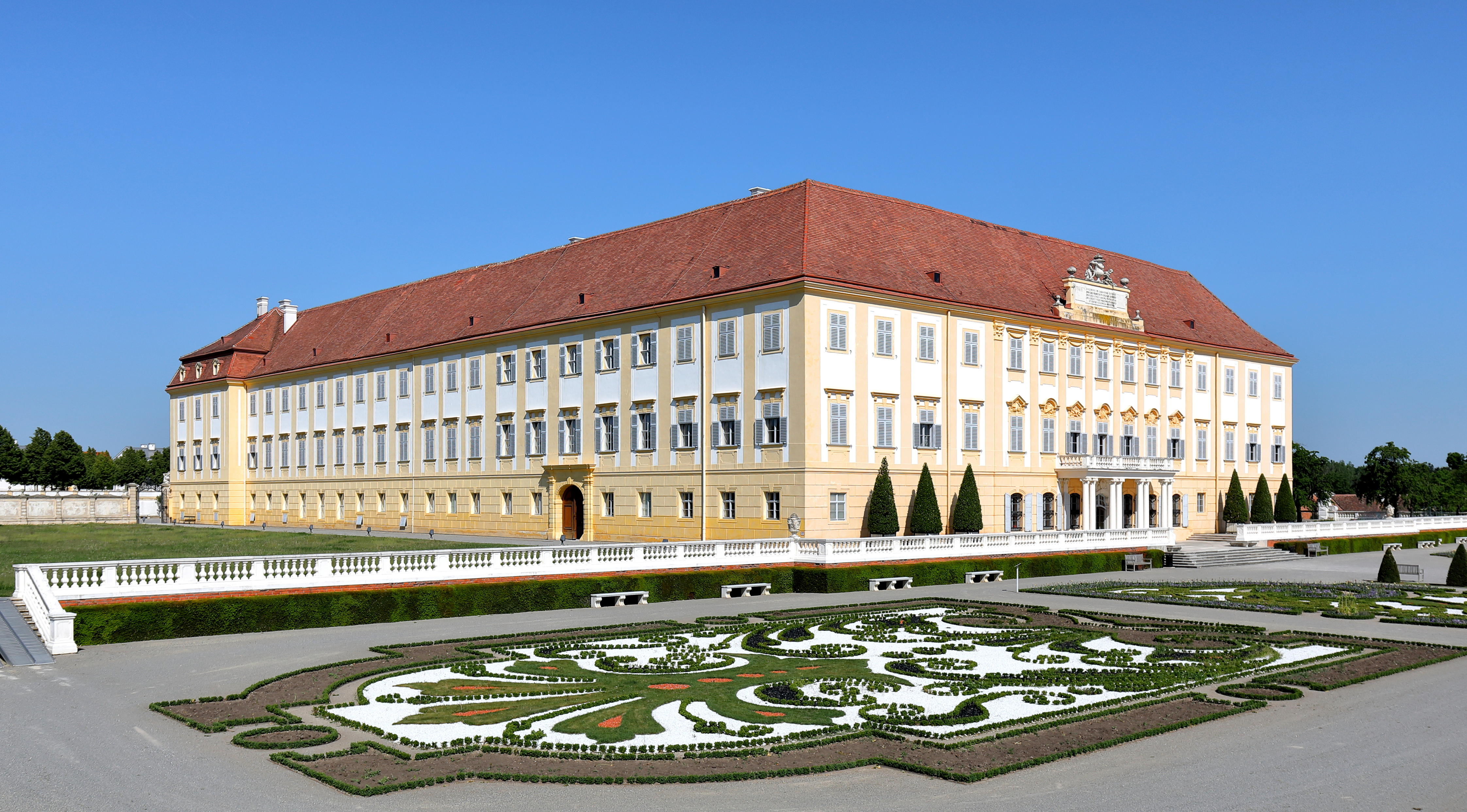
Schloss Hof

Balettmellanspelen filmades i Schloss Hof med anledning av 350-årsdagen av dess tidigare ägare prins Eugen av Savojen. För första gången gjordes koreografin av brittiska Ashley Page, direktören för Scottish Ballet. Kostymerna formgavs för sjätte gången av Johan Engels.

## Pausfilm
Pausfilmen "Honeymoon" hade regisserats av Patrick Pleisnitzer och följde med "ett ungt par på deras smekmånad genom Niederösterreich". Publiken fick sålunda delta i den dagliga "arbetet med fotograferingen för bröllopsalbumet".

## Radio- och TV-sändningar
Nyårskonserten sändes över radio och TV i 81 länder.

## Inspelningar
Inspelningen av konserten var ett av de mest sålda albumen 2013 i Österrike.

## Weblänkar
- Neujahrskonzert 2013 mit Franz Welser-Möst auf wienerphilharmoniker.at
- Wienerfilharmonikernas nyårskonsert 2013 på Youtube